# イギリス鉄道185形気動車
185形（Class 185）は、シーメンスのデジロのイギリス向け車種として、2005年に登場した気動車の形式である。

## 概要
イングランド北部を縦断する都市間列車を運行するファースト・トランスペナイン・エクスプレスは、輸送力増強のために最高速度160km/hで走行可能な高速気動車を発注した。製造はシーメンスが担当し、2005年から2006年にかけて3両編成51本が製造された。185形はイギリス向けのデジロとしては唯一の気動車となっている。
車体は両開き2扉、最高速度は160km/hである。
エンジンはカミンズのQSK19（出力750HP）を各車に1基ずつ搭載し、高出力エンジンの採用により高速性能と加速度の向上が図られた。しかし燃料消費量が大きいため、燃費向上を目的にシーメンスと共同で2007年にエコモードを実装した。勾配と速度に応じて編成中1基のエンジンを停止することで、当初段階において従来比7%の燃料削減を達成している。

## 運用
2006年3月よりリバプール、マンチェスターからハル、ニューカッスル、リーズ方面を結ぶ各系統で運用を開始し、従来の158形ほか各車を置き換えた。マンチェスターからスコットランド方面の運用は、2014年より一部が350形に置き換わり、185形は他線区の輸送力増強に充てられた。
2016年には営業期間満了により後継のトランスペナイン・エクスプレスへ継承されたほか、4編成がアリーヴァ・レール・ノースへ2017年12月まで貸出された。